# 安德烈亚斯·克勒登
安德烈亚斯·克勒登（德語：Andreas Klöden，1975年6月22日—），德国男子自行车运动员。他曾代表德国参加2000年和2004年夏季奥林匹克运动会自行车比赛，其中2000年奥运会获得一枚铜牌。

## 经历
1975年出生于 Mittweida。在他成为职业选手之前，他于 1996 年在 23 岁以下世界计时赛锦标赛中获得铜牌，并于 1997 年在莱茵兰-普法尔茨国际赛上获得两个赛段的铜牌。

### T-Mobile 时代 （1998–2006）
于 1998 年与 Telekom 车队（后来的 T-Mobile 车队）签约，在他的第一个职业赛季中，他赢得了下萨克森州-伦德法特综合分类 （GC） 和环诺曼底自行车赛的序幕。1999 年，他在葡萄牙阿尔加维巡回赛中赢得了一个赛段。但他的第一个伟大赛季出现在 2000 年，在巴黎-尼斯和巴斯克地区巡回赛中取得两场重要胜利后，他继续在 2000 年悉尼奥运会上获得铜牌，继德国同胞扬·乌尔里希和哈萨克斯坦人亚历山大·维诺库罗夫之后，他将与这两位车手一起在 T-Mobile 上度过了几个赛季。
在那之后的三个赛季中，他没有取得任何胜利。由于尾骨骨折，他被迫放弃了 2003 年的环法自行车赛。 2004 年见证了他的自行车重生，他赢得了德国国家公路赛车锦标赛，从而延续了 T-Mobile/Team Telekom 的连胜纪录，这可以追溯到 Bernd Gröne 在 1993 年赢得这些锦标赛。Klöden 一直保持着他的伟大状态，直到一周后开始的环法自行车赛。在那次巡回赛中，他作为 Ullrich 的家庭赛车开始，他没有赢得任何赛段，但在最后的计时赛中从意大利人 Ivan Basso 手中夺得第二名后，他获得了总成绩第二名。[7]Klöden 本应支持的 Ullrich 在那一年获得第四名，这是他唯一一次在环法自行车赛中排名前三。在 Ullrich 之前完成比赛为 Klöden 带来了国际声誉，有传言称他将搬到 Gerolsteiner 或 Illes Balears-Banesto，他本来可以在那里领导团队，但他却留在了 T-Mobile 与 Ullrich 一起。
在 2005 赛季，他在 Bayern-Rundfahrt 赢得了一个赛段。Klöden 以及队友 Ullrich 和 Vinokourov 被认为是 2005 年环法自行车赛总冠军的挑战者之一，其中 Ullrich 是最强的出价。Klöden 为 T-Mobile 的团队成功做出了贡献，Ullrich 获得第 3 名，Vinokourov 获得第 5 名。在孚日山脉的第 8 赛段，他在当天的最后爬坡中途发起攻击，最终获得了 K.O.M. 积分，在山顶赶上了突围的领先者 Pieter Weening。在前往 Geradmer 终点的路上，他在环法自行车赛有史以来最接近的终点（9.6 毫米或 0.0002 秒）中输掉了冲刺终点，直到 2017 年环法自行车赛的第 7 赛段，马塞尔·基特尔击败了埃德瓦尔德·博阿森·哈根（4.0 毫米或 0.00003 秒）。[8]后来，他在第 17 赛段退出了环法赛，进入 Revel，在第 16 赛段撞车，右手腕骨折。
.]]

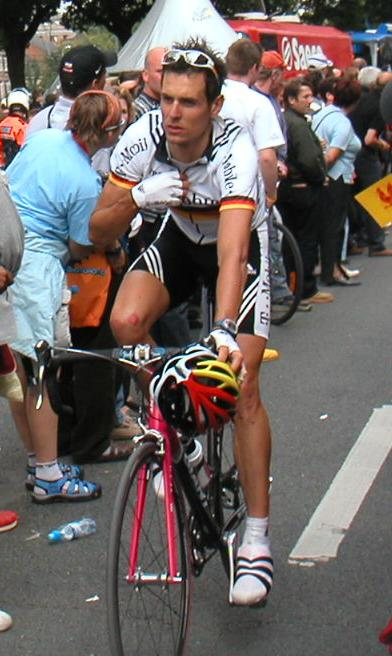

在 2006 年的环法自行车赛中，当 Ullrich、Vinokourov 和 Basso 没有首发时，Klöden 成为总冠军的热门之一。 维诺库罗夫没有参加比赛是因为他的队友兴奋剂丑闻，这导致他的阿斯塔纳车队低于最低六名车手的发车量。在前几个山地赛段的表现有些疲软之后，Klöden 在阿尔卑斯山处于良好状态，在总排名中攀升。Klöden 在最后的计时赛中表现非常出色，他在队友 Serhiy Honchar 之后获得第二名，在总排名中超越 Carlos Sastre 从第四名攀升至第三名。在 Pla D'Beret 的第 11 赛段，Klöden 被领先集团甩在身后，损失了大约 1 分 30 秒，这让他付出了沉重的代价。在第 15 赛段，他表现强劲，除了最终的总冠军 Floyd Landis 之外，他击败了所有人。在第 16 赛段，Kloden 再次表现出色，在赛段获得第四名，但在第 17 赛段，他再次在 Col de Joux Plane 上破裂，但在下降时恢复过来，这主要归功于队友 Patrik Sinkewitz 对他的帮助。

### 阿斯塔纳岁月（2007-2009）
2006 年 8 月 27 日，Klöden 宣布他将在 2007 赛季为阿斯塔纳效力，尽管 Alexander Vinokourov 是车队队长。[11]这一宣布让自行车界感到惊讶，因为尽管 Klöden 才华横溢且取得了成就，但几乎可以肯定他不会成为那支以 Vinokourov 为核心的团队的领导者。在环法自行车赛期间，他骑得很好，但不得不帮助阿斯塔纳队长维诺库罗夫，损失了几分钟。一场事故几乎使他 2003 年巡回赛的伤势重演，但这次尾骨的伤势只是发际线骨折，他能够继续比赛。[6]阿斯塔纳于 7 月 24 日正式退出 2007 年环法自行车赛，当时发现维诺库罗夫的兴奋剂检测呈阳性。
他在 9 月的比赛因伤而中断，在外出训练时发生事故，一辆汽车穿过他的路径迫使他转向，Klöden 最终掉进了沟里。虽然 X 光片显示没有骨折，但他错过了 GP de Plouay 和环波兰自行车赛。
他的 2008 赛季在大环赛中平淡无奇，尽管他在那一年赢得了环罗曼迪赛，并在环瑞士赛中获得第二名。他 2009 年的环法自行车赛主要作为 Alberto Contador 和 Lance Armstrong 的家庭，尽管在第 15 赛段之后，Kloden 排名第四。然而，Kloden 登上领奖台的机会在第 17 赛段接近，当时他的队友 Alberto Contador 发起了一次有争议的进攻，让 Kloden 被击倒，让 Andy 和 Fränk Schleck 领先他 2 分钟多。他后来最终在那一年获得了第 6 名，尽管在兰斯·阿姆斯特朗的冠军头衔被剥夺后，他最终获得了第 5 名。
2009 年 10 月 2 日，确认 Klöden 将加入 RadioShack 车队参加 2010 赛季

### 2009 年兴奋剂指控
2009 年，有指控称 Andreas Klöden 在 2006 年环法自行车赛期间使用弗莱堡大学诊所进行非法输血。[16]后来，克洛登和 T-Mobile 团队的其他成员马蒂亚斯·凯斯勒 （Matthias Kessler） 和帕特里克·辛克维茨 （Patrick Sinkewitz） 被弗莱贝格医生证实，在 2006 年环法自行车赛期间，他们在大学里服用了血液。[来源请求]在调查中，克洛登与德国检察官达成协议，向慈善机构支付一笔款项，以换取调查被撤销。
在退休时，Klöden 否认他曾经使用过兴奋剂。他说，他已经与检察官达成协议，停止调查，因为他觉得调查阻碍了他的职业生涯。

### Radioshack 团队岁月 （2010–2011）
在 2010 年赛季表现平平。他在 2010 年环法自行车赛中以 16 分 36 秒的第 14 名结束了比赛，落后 Contador。Contador 后来被取消资格，导致落后 Andy Schleck 15 分 57 秒的第 13 名。他的其他最大成绩是在 Tour de Suisse 和 Eneco Tour 中获得第 8 名。
2011 年见证了 Klöden 职业生涯的重生，他赢得了 2011 年巴斯克地区巡回赛，同时还在巴黎-尼斯获得第二名并获得赛段冠军。他还在 Giro del Trentino 和 Critérium International 中获得了 2 次 ITT 胜利。他将自己的良好状态带到了 2011 年环法自行车赛，但由于两次撞车导致背部受伤，他发生了车祸并不得不退出。后来他作为 Brajkovic 的联合领导者进入 Vuelta，但退出了。

### RadioShack-日产 （2012–2013）
2012 年，与 RadioShack-NissanTrek 签约。他在 2012 年环法自行车赛中排名第 11 位，落后威金斯 17 分 54 秒。他还在美国职业自行车挑战赛中获得第 4 名。
在 2013 年继续为 Radioshack 骑行。他在 2013 年 Volta ao Algarve 和 2013 年巴黎-尼斯赛季初均获得第 9 名。他的第一个前五名是在 2013 年比利时巡回赛中，他获得了第四名。在 2013 年环法自行车赛中，他在比利牛斯山脉的早期就浪费了时间，迫使他将目标从总排名转向赛段胜利。他在第 16 赛段突破到 Gap，获得第五名。他在 Le Grand-Bornand 的 19 号赛段再次碰碰运气。在 2004 年环法自行车赛中获得第二名后，仅次于兰斯·阿姆斯特朗;他再次获得第二名，这一次是在 Rui Costa 之后，后者也赢得了 Gap 的赛段。他以第 30 名的成绩结束了巡回赛，落后冠军克里斯·弗鲁姆 （Chris Froome） 1 小时 02 分 43 秒。
2013 年 10 月，Klöden 宣布在结束 16 年的职业生涯后退出自行车运动。

## 事业成就
- 1996

UCI  公路世界 U-23 锦标赛计时赛第 3 名
- 1997

第一序幕和第七阶段 Rheinland-Pfalz Rundfahrt
第 1 阶段 3 Flèche du Sud
第 1 阶段 4 Commonwealth Bank Classic
UCI 公路世界 U-23 锦标赛第 7 场计时赛
第 7 届 HEW Cyclassics
第 9 届 Cycliste Sarthe
- 1998

下萨克森州 Rundfahrt 总成绩 1名
第一阶段 3a
第 1 届 Prologue Tour de Normandie
- 1999

第 1 阶段 3 Volta ao Algarve
区域巡回赛总成绩第 5 名
- 2000

巴斯克地区第一届总冠军
第一阶段 5b
巴黎–尼斯总成绩第 1 名
第一阶段 7
第 1 阶段 7 和平竞赛
德国巡回赛第 2 名
Danmark Rundt 总成绩第 2 名
第 3 届奥运会公路赛
区域巡回赛总成绩第 3 名
EnBW GP 第 5 名
Setmana Catalana 总成绩第 5 名
- 2001

EnBW GP 第 5 名
第 8 届大奖赛 Eddy Merckx
- 2002

区域巡回赛总成绩第 2 名
萨克森州巡回赛总成绩第 5 名
- 2003

Critérium International 总成绩第 4 名
Tirreno-Adriatico 总成绩第 7 名
- 2004

全国公路锦标赛公路赛第 1 名
环法自行车赛总成绩第 2 名
拜仁广播总成绩第 2 名
6区 La Flèche Wallonne
德国巡回赛第 6 名
- 2005

第 1 阶段 5 拜仁 Rundfahrt
- 2006

区域巡回赛总成绩第 1 名
第一阶段 4
环法自行车赛总成绩第 2 名
- 2007

Tirreno-Adriatico 总成绩第一名
Sarthe  赛道总冠军
第一阶段 2
国际综合赛第 5 名
拜仁总成绩第 5 名
环瑞士自行车赛总成绩第 10 名
- 2008

Tour de Romandie 总成绩第 1 名
第一阶段 3
环瑞士自行车赛总成绩第 2 名
阿尔加维沃尔塔总成绩第 8 名
- 2009

第 1 阶段 （ITT） Giro del Trentino
环卢森堡总成绩第 2 名
Tirreno-Adriatico 总成绩第 3 名
第一阶段 5
环瑞士自行车赛总成绩第 4 名
环法自行车赛总成绩第 5 名
第一阶段 4 （TTT）
阿尔加维沃尔塔总成绩第 5 名
- 2010

Vuelta a Murcia 总成绩第 4 名
环瑞士自行车赛总成绩第 8 名
第 8 届 Eneco Tour 总冠军
阿尔加维沃尔塔总成绩第 8 名
环卢森堡总成绩第 8 名
- 2011

巴斯克地区第一届总冠军
第  1 分分类
第 1 阶段 3 （ITT） Critérium International
第 1 阶段 （ITT） Giro del Trentino
巴黎-尼斯总成绩第 2 名
第一阶段 5
阿尔加维沃尔塔总成绩第 5 名
- 2012

美国职业自行车挑战赛总成绩第 4 名
- 2013

第 4 届比利时总冠军
阿尔加维沃尔塔总成绩第 9 名
总成绩第 9 名 巴黎-尼斯